# Ana Castillo
Ana Hernandez del Castillo, née le 15 juin 1953 à Chicago, est une poétesse, romancière et essayiste américaine.

## Biographie

### Jeunesse et éducation
Castillo née le 15 juin 1953 à Chicago, est la fille de Raymond et Raquel Rocha Castillo,. Sa mère est mexicaine et indienne, son père est né en 1933 à Chicago. Enfant elle rêve de devenir artiste.

### Carrière
Castillo écrit sur le féminisme chicana, qu'elle appelle « xicanisma », et son œuvre est centrée sur les questions d'identité, de racisme et de classisme.

### Poésie
En tant que poète, Castillo écrit plusieurs œuvres, dont Otro Canto (1977), The Invitation (1979), Women Are Not Roses (Arte Publico, 1984) et My Father Was a Toltec (West End Press, 1988).

## Publications

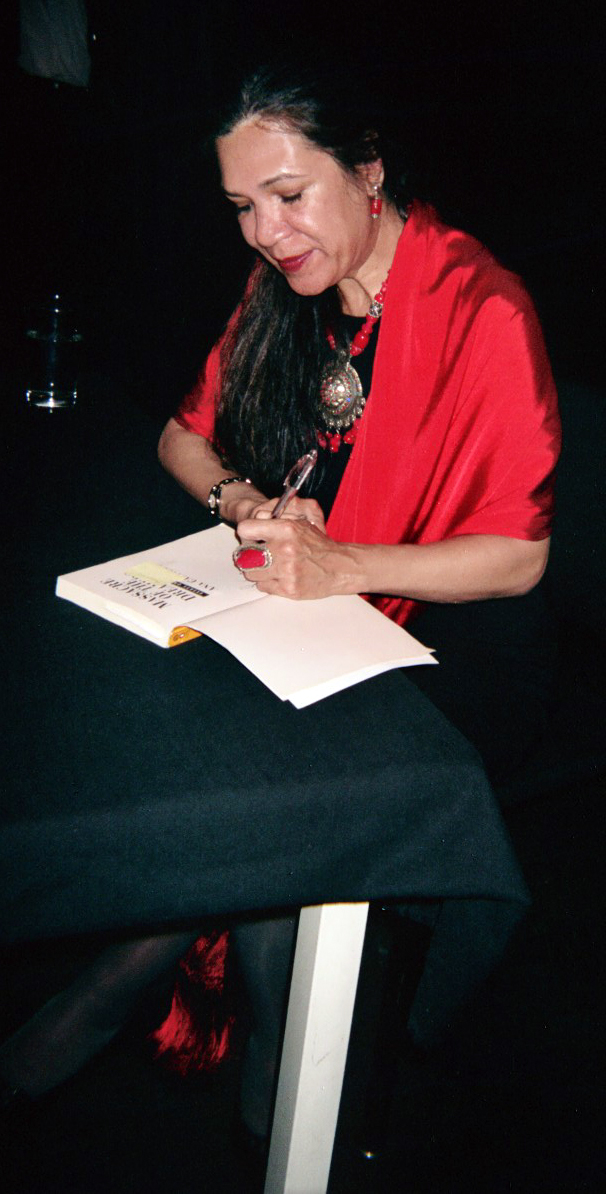
Ana Castillo signant une copie de Massacre of the Dreamers, le 25 mai 2006

### Romans
- The Mixquiahuala Letters. Binghamton, N.Y. : Bilingual Press/Editorial Bilingue, 1986.  (ISBN 0-916950-67-0)
- Sapogonia: An anti-romance in 3/8 meter. Tempe, Arizona: Bilingual Press/Editorial Bilingüe, 1990.  (ISBN 0-916950-95-6)
- So Far From God. New York: W.W. Norton, 1993.  (ISBN 0-393-03490-9)[8]
- Peel My Love Like an Onion. New York : Doubleday, 1999.  (ISBN 0-385-49676-1)[8]
- My Daughter, My Son, the Eagle the Dove: An Aztec Chant. New York: Dutton Books, 2000.  (ISBN 0-525-45856-5)[8]
- Watercolor Women, Opaque Men : A Novel in Verse. Willimantic, Connecticut: Curbstone Press, 2005.  (ISBN 978-1-931896-20-7)[8]
- The Guardians. New York: Random House, 2007.  (ISBN 978-1-4000-6500-4)[8]
- Give It to Me. New York: The Feminist Press, 2014.  (ISBN 978-1-55861-850-3)

### Collections d'histoires
- Loverboys. New York: W.W. Norton, 1996.  (ISBN 0-393-03959-5)[8]

### Poésie
- Otro Canto. Chicago: Alternativa Publications, 1977.
- The Invitation. 1979
- Women Are Not Roses. Houston: Arte Público Press, 1984.  (ISBN 0-9347-7028-X)
- My Father Was a Toltec and selected poems, 1973–1988. New York: Norton, 1995.  (ISBN 0-393-03718-5)[8]
- I Ask the Impossible. New York: Anchor Books, 2000.  (ISBN 0-385-72073-4)[8]
- "Women Don't Riot"
- "While I was Gone a War Began"

### Non-fiction
- Black dove: mamá, mi'jo, and me. New York City: The Feminist Press at the City University of New York, 2016.  (ISBN 9781558619234) (livre de poche)
- Massacre of the Dreamers: Essays on Xicanisma. Albuquerque: University of New Mexico Press, 1994.  (ISBN 0-8263-1554-2)

### Traductions
- Esta puente, mi espalda: Voces de mujeres tercermundistas en los Estados Unidos (with Norma Alarcón).  San Francisco: ism press, 1988. (Spanish adaptation of This Bridge Called My Back: Writings by Radical Women of Color, edited by Cherríe Moraga.)

### En tant qu'éditrice
- The Sexuality of Latinas (co-editor, with Norma Alarcón and Cherríe Moraga). Berkeley: Third Woman Press, 1993.  (ISBN 0-943219-00-0)
- Goddess of the Americas: Writings on the Virgin of Guadalupe / La Diosa de las Américas: Escritos Sobre la Virgen de Guadalupe (editor). New York: Riverhead Books, 1996.  (ISBN 1-57322-029-9)